# Ando Hiroshige

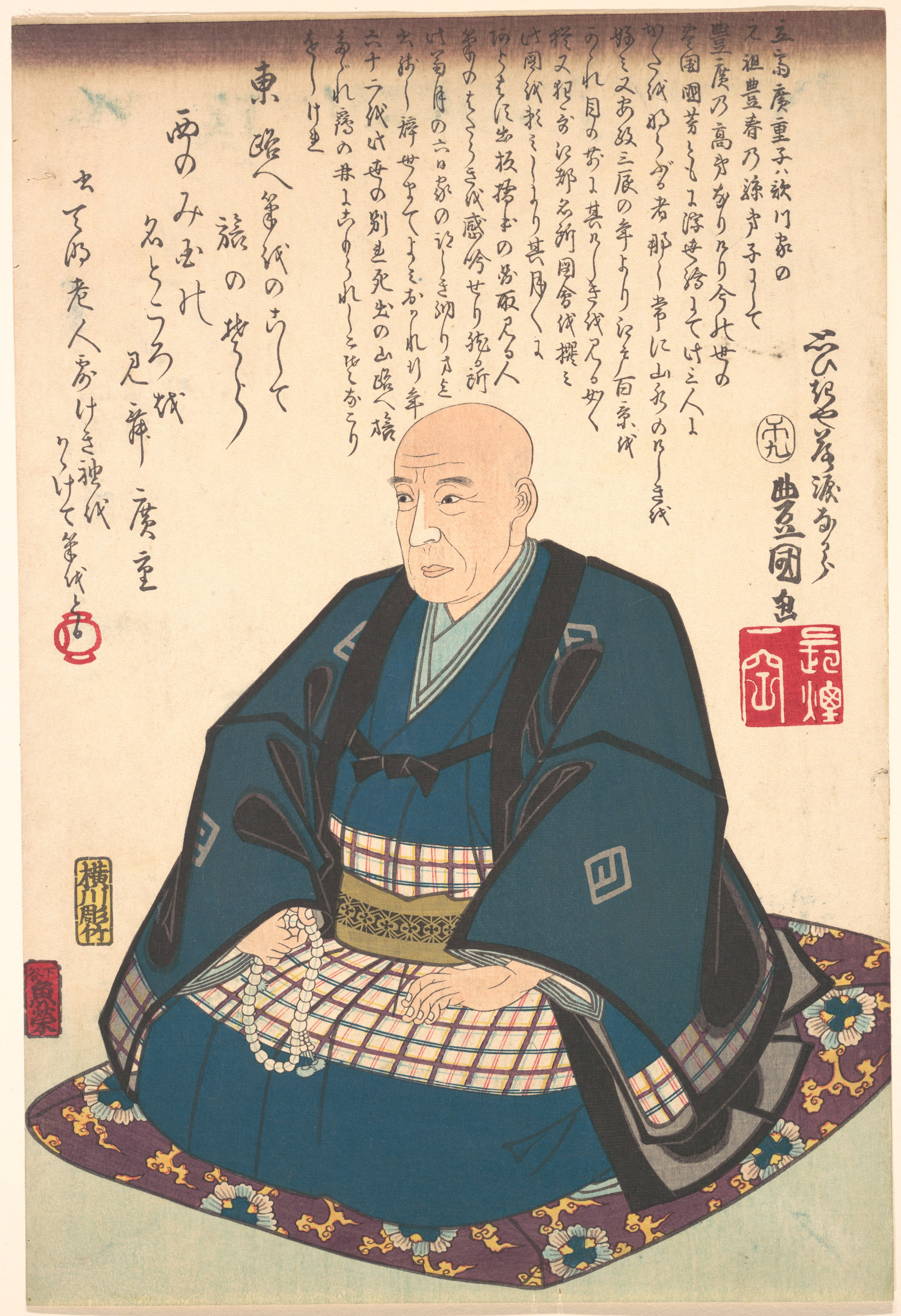
Ando Hiroshige

Ando Hiroshige, ook bekend als Utagawa Hiroshige, (Japans: 歌川広重, Utagawa Hiroshige) geboren als Andō Tokutarō (Japans: 安藤 徳太郎) (Edo, 1797 – aldaar, 12 oktober 1858) was een Japans kunstenaar.
Hij maakte ukiyo-e (Japanse houtsnede-druk) prints. Het bekendst is hij geworden door zijn landschapsafbeeldingen. Zijn roem vergaarde hij in de periode 1831-1834 met de publicatie van De 53 halteplaatsen van de Tōkaidō, een serie van 55 prenten met de halteplaatsen en het begin- en eindpunt van de Tōkaidō, de belangrijkste weg tussen Edo en Kyoto. Zijn succes resulteerde in een grote werkdruk die een periode van mindere artisticiteit in de jaren 1840-1850 tot gevolg had. In 1856 begon hij aan zijn laatste grote werk, Honderd beroemde gezichten van Edo.
Katsushika Hokusai is een inspiratiebron geweest voor Hiroshige, maar Hiroshige zelf heeft op briljante wijze het landschapsgenre verder ontwikkeld. De echtgenoot van Hiroshiges geadopteerde dochter volgde hem op als Hiroshige II.

## Vincent van Gogh en Hiroshige
Vincent van Gogh was een groot bewonderaar van Hiroshige en heeft een aantal kopieën van zijn werk gemaakt, waaronder de afbeelding Kameido Ume (origineel links, Van Goghs kopie rechts). Over zijn bewondering voor de Japanse houtsnedes schreef hij op 24 september 1888 aan zijn broer Theo:

Ik benijd de Japanners de buitengewone duidelijkheid die alle dingen bij hen hebben. Nooit is het vervelend en nooit lijkt het haastig gedaan. Hun werk is even simpel als ademhalen en zij maken een figuur in enkele zekere trekken met hetzelfde gemak alsof het zoiets eenvoudigs betrof als het dichtknopen van je vest.

- Auckland Art Gallery Toi o Tāmaki: 378
- Bibsys: 90358039
- Biblioteca Nacional de Chile: 000068180
- Biblioteca Nacional de España: XX996656
- Bibliothèque nationale de France: cb11907554v (data)
- Catàleg d'autoritats de noms i títols de Catalunya: 981058517368006706
- CiNii: DA02812947
- Gemeinsame Normdatei: 118551469
- International Standard Name Identifier: 0000 0001 2021 9980
- KulturNav: 0c341616-017c-478c-80b9-1c8f99843e3c
- Library of Congress Control Number: n50044379
- Nationale Bibliotheek van Letland: 000221874
- MusicBrainz: ec48797a-12eb-4c77-9504-026d6a997114
- Bibliotheek van het Japanse parlement: 00272450
- National Gallery of Victoria: 3328
- Nationale Bibliotheek van Tsjechië: jx20100915004
- Nationale bibliotheek van Australië: 35006801
- Nationale Bibliotheek van Israël: 987007262752805171
- Nationale Bibliotheek van Polen: a0000002350339
- Nederlandse Thesaurus van Auteursnamen: 069560560
- Réseau des bibliothèques de Suisse occidentale: 02-A000080517
- RKD-Nederlands Instituut voor Kunstgeschiedenis: 259925
- Istituto Centrale per il Catalogo Unico: SBLV176716
- LIBRIS: 175588
- SNAC: w6989qz1
- Système universitaire de documentation: 027405362
- Museum of New Zealand Te Papa Tongarewa: 1071
- Trove: 787242
- Union List of Artist Names: 500019641
- Virtual International Authority File: 19678928
- WorldCat: E39PCjMgDgW9pxx9vWHgP4C333